# أوثون (لاعب كرة قدم برازيلي)
أوثون فالنتيم فيلهو (20 ديسمبر 1944- 22 مايو 2024) كان لاعب ومدرب كرة قدم برازيلي.

## المسيرة الدولية
كان أوثون جزءًا من منتخب البرازيل تحت 23 سنة لكرة القدم، الذي تنافس في دورة الألعاب الأمريكية 1963، حيث فاز الفريق بالميدالية الذهبية. تنافس أيضا في كرة القدم في الألعاب الأولمبية الصيفية 1964 ولكن لم يتم استخدامه في البطولة على أرض الملعب.

## الأندية
| الفترة    | النادي                                           |
| --------- | ------------------------------------------------ |
| 1961-1963 | البرازيل نادي بوتافوغو                           |
| 1964-1965 | البرازيل نادي إنترناسيونال                       |
| 1966      | البرازيل نادي أولاريا أتلتيكو                    |
| 1967-1970 | البرازيل نادي باهيا                              |
| 1971-1972 | كولومبيا أتلتيكو جونيور                          |
| 1972      | البرازيل ريبيرو جانكويرا                         |
| 1976–1978 | البرازيل نادي بوتافوغو                           |
| 1980      | البرازيل نادي بوتافوغو                           |
| 1980      | الكويت نادي الشباب (الكويت)                      |
| 1981–1983 | السعودية نادي الهلال (السعودية)                  |
| 1984–1985 | الإمارات العربية المتحدة نادي الوحدة (الإمارات)  |
| 1986      | البرازيل نادي أمريكا (ميناس جرايس)               |
| 1987      | الإمارات العربية المتحدة نادي الجزيرة (الإمارات) |
| 1989      | البرازيل نادي فلومينينسي                         |
| 1990      | البرازيل نادي جوينفيل                            |
| 1991      | السعودية نادي الهلال (السعودية)                  |
| 1992      | البرازيل نادي إنتريرانس                          |
| 1993      | البرازيل نادي بوتافوغو                           |
| 1993–1994 | البرازيل نادي ساو خوسيه                          |
| 1995      | الإمارات العربية المتحدة نادي الوحدة (الإمارات)  |
| 1996      | البرازيل نادي غوياس                              |
| 1997      | البرازيل نادي غويانا سبورت                       |
| 1998–1999 | البرازيل نادي أتلتيكو غويانيينسي                 |
| 2000      | الكويت نادي الشباب (الكويت)                      |
| 2001      | البرازيل نادي غويانا سبورت                       |
| 2002      | السعودية نادي الاتفاق (السعودية)                 |
| 2003      | البرازيل نادي جوينفيل                            |
| 2004–2005 | البرازيل ريبيرو جانكويرا                         |
| 2006–2008 | السعودية نادي الهلال (السعودية)                  |

## الوفاة
في 22 مايو 2024، توفي أوثون في مسقط رأسه، ليوبولدينا، عن عمر يناهز 79 عامًا.

## روابط خارجية
- أوثون (لاعب كرة قدم برازيلي)
- أوثون (لاعب كرة قدم برازيلي)
- أوثون (لاعب كرة قدم برازيلي)
- أوثون (لاعب كرة قدم برازيلي)